# アーサー・アッシュ
アーサー・ロバート・アッシュ・ジュニア (Arthur Robert Ashe Jr., 1943年7月10日 - 1993年2月6日)は、アメリカ合衆国バージニア州リッチモンド出身の男子テニス選手。
4大大会男子シングルス「3勝」を挙げた。シングルス自己最高ランキングは2位。キャリア通算でシングルス45勝、ダブルス14勝を記録した。彼は4大大会で男子シングルスを制覇した初の黒人選手であり、他には1983年全仏オープンで優勝したヤニック・ノアしかいない。

## 来歴
アッシュは公園の管理人だった父親のもとでテニスを始めたが、幼少期から人種差別の影響により、ジュニアのテニス・トーナメントに参加できなかった。10歳の時に黒人医師のロバート・ウォルター・ジョンソンと出会い、彼の支援を受けるようになる。ジョンソンはアッシュを自宅に同居させ、学業とテニスの両面で多大の援助を与えた。公民権運動の高まりとともに、アッシュも徐々に試合出場の機会を得られるようになり、1960年と1961年に「全米室内テニス選手権」で2連覇を果たす。そうしてカリフォルニア大学に入学の道も開かれ、「全米大学テニス選手権」のシングルス優勝も達成した。1963年からデビスカップアメリカ代表に選ばれ、黒人のテニス選手として初めてデビスカップでプレーするようになった。
1968年全米オープンで4大大会初優勝を果たした時、アッシュは陸軍中尉として兵役に就いていた。この年はテニスの歴史を通じて最大の転換期であり、これまでアマチュア選手しか出場資格がなかった4大大会に、プロ選手も出場を認められた「オープン化」が実施された年である。オープン化後、最初の全米オープンで、アッシュはプロ選手のトム・オッカーを14-12, 5-7, 6-3, 3-6, 6-3で破った。黒人テニス選手の4大大会シングルス優勝は、女子で1950年代後半に活躍したアリシア・ギブソンが5勝を挙げていたが、アッシュは男子選手として初の黒人チャンピオンに輝いた。
1970年全豪オープンでも優勝し、4大大会2冠を獲得する。この大会ではオープン化以前、1966年-1967年全豪選手権で2年連続の準優勝に甘んじていた。翌年の1971年全豪オープンでは決勝戦で地元オーストラリアのケン・ローズウォールに敗れ、大会連覇はならなかった。
1975年ウィンブルドン選手権男子シングルス決勝で、アッシュは大会前年優勝者のジミー・コナーズを6-1, 6-1, 5-7, 6-4で破り、4大大会3勝目を挙げた。
1981年から5年間、デビスカップアメリカ代表監督を務める。現役引退後は全米テニス協会のジュニア育成委員として活動し、1985年に国際テニス殿堂入りを果たした。
アッシュは成長期に受けたロバート・ウォルター・ジョンソン医師の指導を守り、終始一貫して紳士的なマナーとスポーツマンシップに徹した選手だった。律儀な人柄で、当時のテニス界から深い尊敬を受けた。

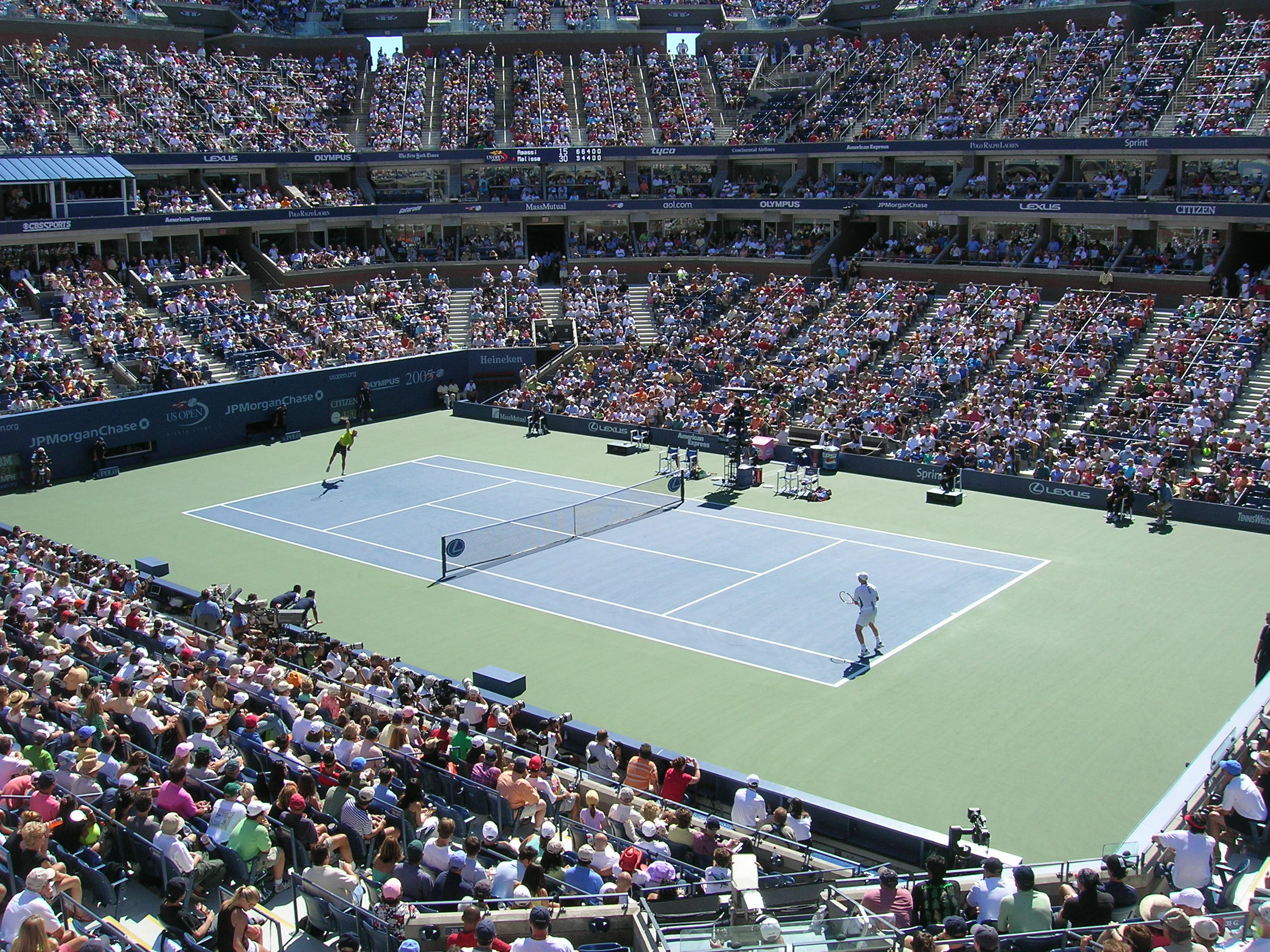
全米オープンのセンター･コート。「アーサー・アッシュ・スタジアム」の名前がある

アッシュは早くから心臓疾患に悩まされ、1979年7月に36歳で最初の発作を起こしている。病状は徐々に悪化し、1988年に心臓手術を受けたが、その際に施された輸血の影響でエイズウイルスに感染した。1992年にアッシュはエイズ感染を公表し、最晩年はエイズとの闘いでも前面に立ったが、1993年2月6日に49歳の生涯を閉じた。
アッシュの逝去から4年後、1997年に全米オープンの会場に新しいセンターコートが建造され、彼の功績を称えて「アーサー・アッシュ・スタジアム」と命名された。その開場式典ではジョン・マッケンローが「彼は偉大なテニス大使だった」とのスピーチを行った。このコートは最大収容人数2万5千人の規模を誇る、世界最大のテニス・コートである。

## 4大大会優勝
- 全豪オープン　男子シングルス：1勝（1970年）／男子ダブルス：1勝（1977年1月）　［男子シングルス準優勝3度：1966年・1967年・1971年］
- 全仏オープン　男子ダブルス：1勝（1971年）
- ウィンブルドン　男子シングルス：1勝（1975年）
- 全米オープン　男子シングルス：1勝（1968年）　［準優勝1度：1972年］

| 年     | 大会           | 対戦相手             | 試合結果                  |
| ------ | -------------- | -------------------- | ------------------------- |
| 1968年 | 全米オープン   | トム・オッカー       | 14-12, 5-7, 6-3, 3-6, 6-3 |
| 1970年 | 全豪オープン   | ディック・クリーリー | 6-4, 9-7, 6-2             |
| 1975年 | ウィンブルドン | ジミー・コナーズ     | 6-1, 6-1, 5-7, 6-4        |